# Parco nazionale Thayatal
Il parco nazionale Thayatal (in tedesco: Nationalpark Thayatal) è un parco nazionale situato in Bassa Austria, in Austria.